# Talsūrū
Talsūrū (persiska: تلسورو) är en ort i Iran.   Den ligger i provinsen Hormozgan, i den sydöstra delen av landet, 1 000 km sydost om huvudstaden Teheran. Talsūrū ligger 996 meter över havet och antalet invånare är 272.
Terrängen runt Talsūrū är kuperad åt sydväst, men åt nordost är den bergig. Terrängen runt Talsūrū sluttar söderut. Runt Talsūrū är det ganska glesbefolkat, med 50 invånare per kvadratkilometer. Närmaste större samhälle är Zākīn, 2,0 km nordost om Talsūrū. Trakten runt Talsūrū är ofruktbar med lite eller ingen växtlighet.